# CBS Studios, Inc.
CBS Studios, Inc. is de juridische afdeling van ViacomCBS, verantwoordelijk voor het beheer van de auteursrechten van diverse onderdelen van het mediaconglomeraat. Onder andere televisieprogramma's en trailers liggen binnen het domein van CBS Studios, Inc. Het is niet te verwarren met het CBS Studio Center.